# Friesodielsia desmoides
Friesodielsia desmoides là loài thực vật có hoa thuộc họ Na. Loài này được (Craib) Steenis mô tả khoa học đầu tiên năm 1964.

## Hình ảnh

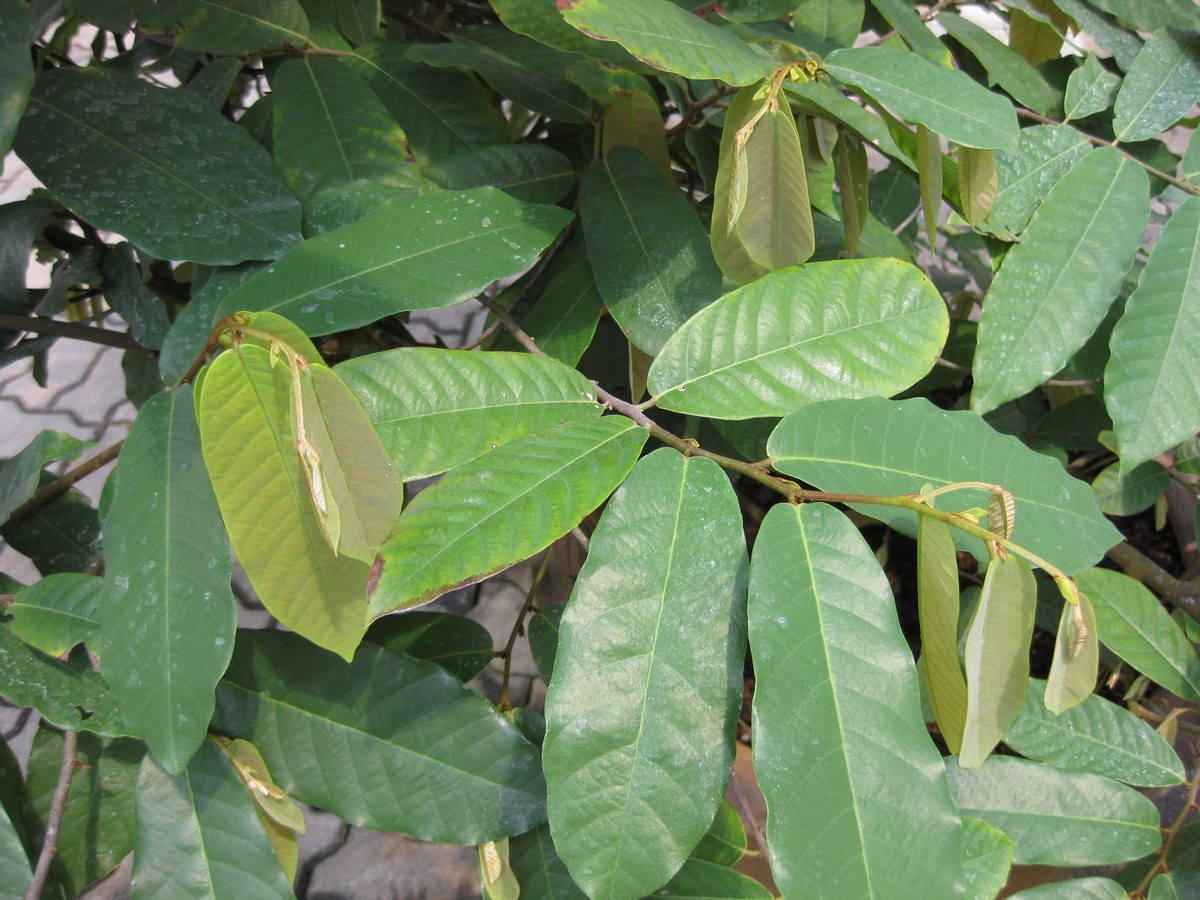
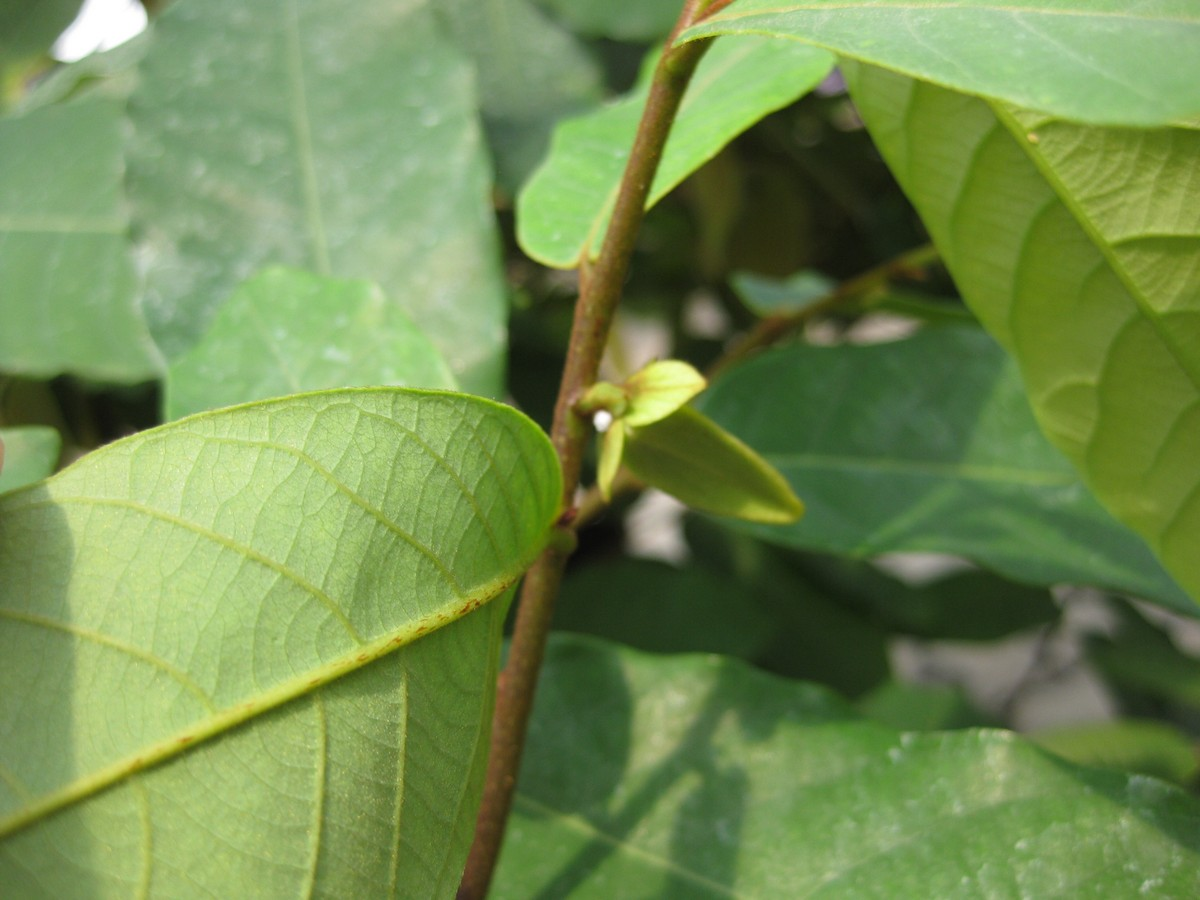
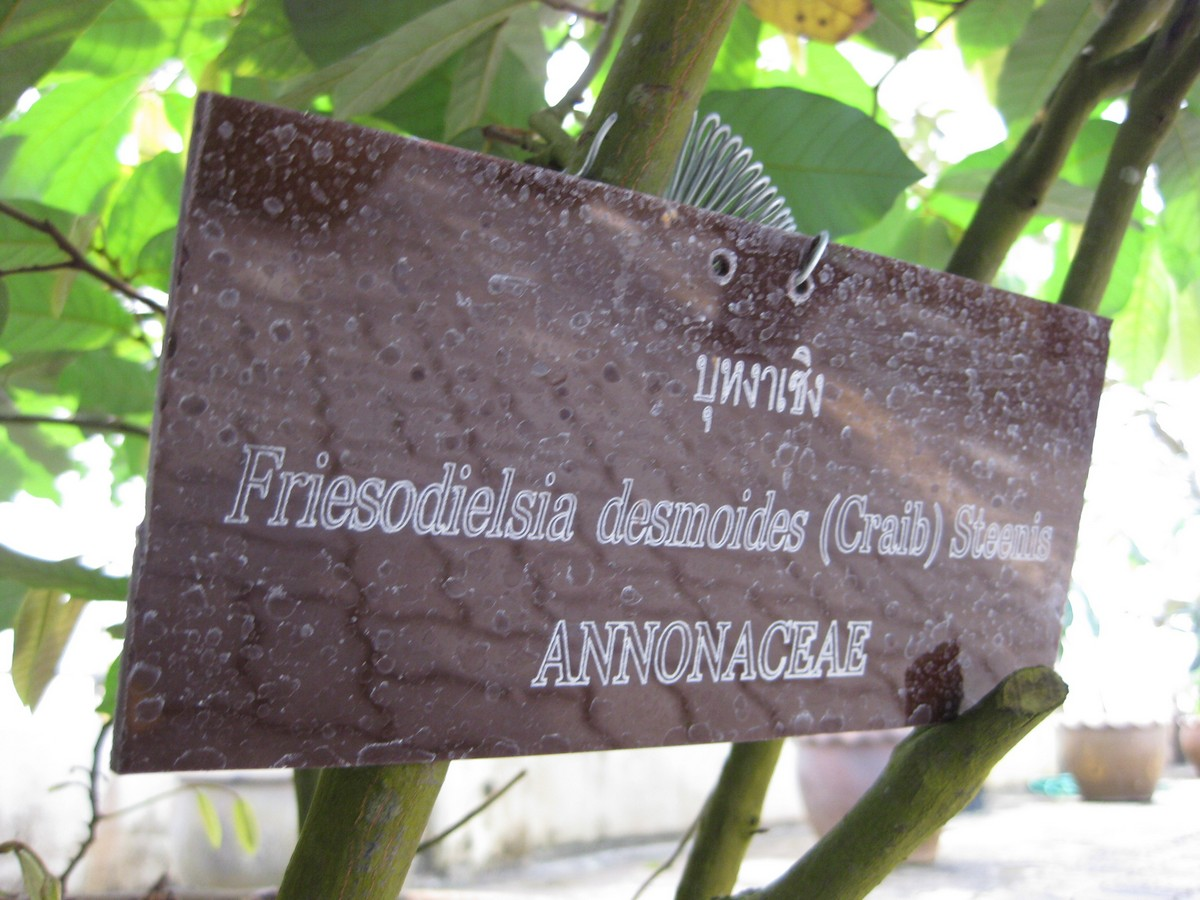